# Алекс Жуніор Крістьян
Алекс Жуніор Крістьян (фр. Alex Christian; нар. 5 грудня 1993, Порт-о-Пренс) — гаїтянський футболіст, захисник вірменського клубу «Вест Вірменія» і національної збірної Гаїті.

## Клубна кар'єра
У 2013 році уклав контракт з клубом «Віолетт», в якому провів один сезон.
У 2014 приєднався до американської команди «Айронбаунд Соул», де відіграв наступний сезон своєї ігрової кар'єри.
у 2015 році уклав контракт з португальським клубом «Боавішта», звідки відразу ж був відданий в оренду до клубу «Віла-Реал», за який відіграв 28 матчів в національному чемпіонаті. Наступний сезон також на правах оренди відіграв за клуб «Камача».
З 2017 по 2019 захищав кольори вірменського «Гандзасара».
11 січня 2019 перейшов до іншого вірменського клубу «Арарат-Вірменія», кольори якого наразі захищає.

## Виступи за збірну
2015 року дебютував в офіційних матчах у складі національної збірної Гаїті. Наразі провів у формі головної команди країни 17 матчів.
У складі збірної був учасником розіграшу Кубка Америки 2016 року у США.

## Титули і досягнення
- Чемпіон Вірменії (2):

«Арарат-Вірменія»: 2018–19, 2019–20
- Володар Кубка Вірменії (1):

«Гандзасар»: 2017–18
- Володар Суперкубка Вірменії (1):

«Арарат-Вірменія»: 2019